# العياشي زمال
العياشي زمال مهندس وسياسي تونس وعضو سابق في البرلمان التونسي عن ولاية سليانة. ترشح لل للانتخابات الرئاسية التونسية 2024، ولكن تم إيداعه السجن بتهمة تزوير التزكيات، وأصدرت المحكمة الابتدائية بتونس بحقه حكم السجن لمدة إثنتا عشرة سنة سجنا في 4 قضايا، أي 3 سنوات لكل قضية.

### قضية «تزوير التزكيات»
في 19 أغسطس 2024، انطلقت النيابة العمومية بالمحكمة الابتدائية بتونس 2 في التحقيق في مزاعم تزوير تزكيات شعبية كان قد قدمها المترشح "المقبول أوليا" العياشي زمال وأصدرت قرارا بالاحتفاظ بأمينة مال حزب "حركة عازمون" المكلفة بجمع التزكيات والابقاء على زمال مطلق السراح إثر التحقيق معه. ثم أُفرج في 29 أغسطس عن أمينة المال وتأجيل القضية لموعد لاحق.
وفي غرة أكتوبر 2024، حكمت المحكمة الابتدائية بتونس على العياشي زمال بالسجن 12 عاما في 4 قضايا، أي 3 سنوات لكل قضية ومنعه من التصويت لكنه "يبقى معني بالانتخابات".